# Erik Moberg (fotbollsspelare)
Erik Gustav Mikael Moberg, född 5 juli 1986 i Motala, är en svensk före detta fotbollsspelare (försvarare).

## Karriär
Mobergs moderklubb är BK Zeros. Han spelade därefter för Motala AIF. 2008 gick Moberg till Åtvidabergs FF, för vilka han spelade 59 matcher i Allsvenskan samt 66 matcher i Superettan.
I november 2013 skrev Moberg på ett treårskontrakt med Örebro SK. I januari 2017 värvades Moberg av danska Viborg FF, där han skrev på ett 1,5-årskontrakt.
I januari 2018 värvades Moberg av Jönköpings Södra IF, där han skrev på ett tvåårskontrakt. I april 2019 råkade Moberg ut för korsbandsskada.